# Bugula calathus
Bugula calathus är en mossdjursart som beskrevs av Norman 1864. Bugula calathus ingår i släktet Bugula och familjen Bugulidae.

## Underarter
Arten delas in i följande underarter:
- B. c. calathus
- B. c. minor